# Hoang mạc Kalahari

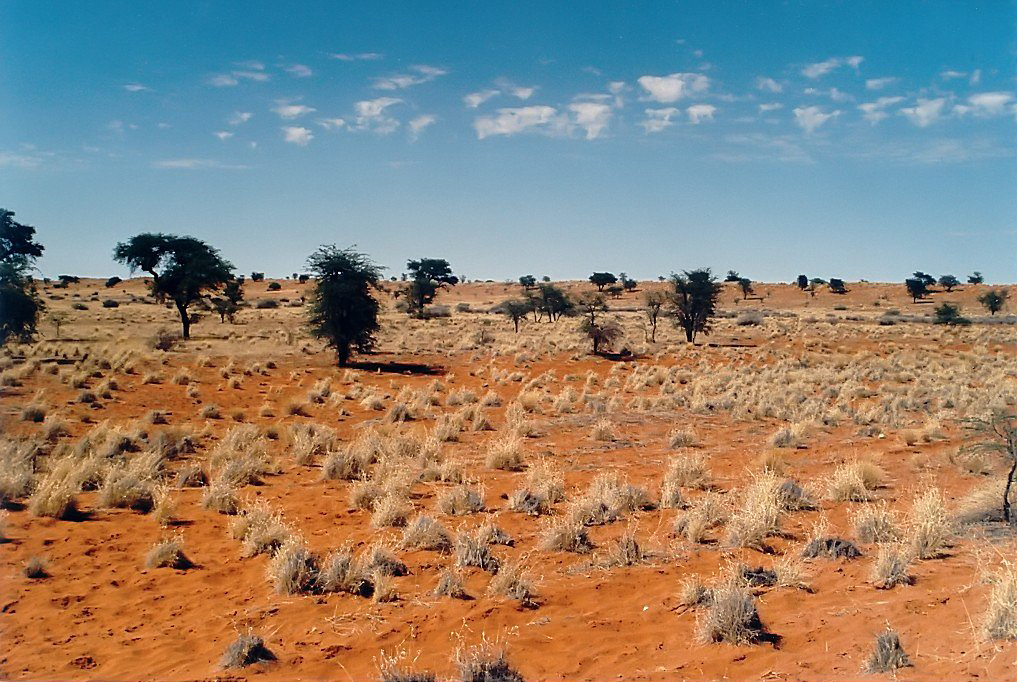
Kalahari in Namibia

Hoang mạc Kalahari là một khu vực lớn chứa cát bán khô cằn đến khô cằn ở miền nam châu Phi có diện tích khoảng 500.000 km². Nó chiếm 70% diện tích của Botswana, và một phần của Zimbabwe, Namibia và Nam Phi. Một số tài liệu cho rằng khu vực này rộng tới 2,5 triệu km² và bao gồm cả Gabon, Cộng hòa Congo, Cộng hòa dân chủ Congo, Angola và Zambia.
Kalahari có phần lớn diện tích được bao phủ bởi cát nâu đỏ và không có nước bề mặt lâu bền. Việc dẫn lưu của nước là theo các thung lũng khô, các vùng lòng chảo ngập nước theo mùa, cũng như các lòng chảo cát rộng lớn của Lòng chảo Makgadikgadi ở Botswana và Lòng chảo Etosha ở Namibia. Tuy nhiên, Kalahari không phải là một sa mạc thực thụ. Một số khu vực của Kalahari nhận được trên 250 mm nước mưa thất thường hàng năm và chúng là phù hợp cho thực vật phát triển; nó chỉ thực sự là khô cằn ở miền tây nam (dưới 175 mm nước mưa hàng năm) làm cho Kalahari là một sa mạc hóa thạch. Nhiệt độ về mùa hè ở Kalahari dao động trong khoảng từ 20 - 40 °C. Về mùa đông, Kalahari có khí hậu khô và lạnh với sương muối về đêm. Nhiệt độ trung bình cuối mùa đông có thể đạt tới dưới 0 °C.

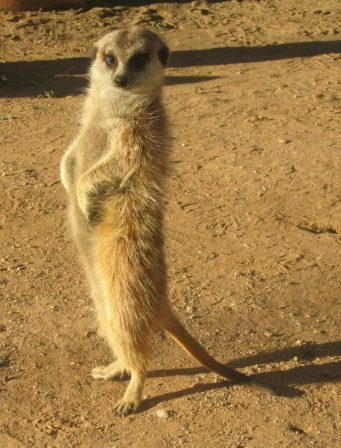
Chồn meerkat trong sa mạc Kalahari

Kalahari có một số khu bảo tồn thiên nhiên - Khu bảo tồn trung tâm Kalahari (CKGR), là khu bảo tồn thiên nhiên lớn thứ hai trên thế giới, Khu bảo tồn Khutse và Công viên đa quốc gia Kgalagadi. Các loài động vật sinh sống trong khu vực bao gồm các loài linh cẩu nâu, sư tử, mèo hồ, một vài loài linh dương (chi Oryx) (bao gồm linh dương sừng kiếm Oryx gazella), và nhiều loài chim và bò sát. Thảm thực vật ở Kalahari bao gồm chủ yếu là cỏ và các loại cây keo (chi Acacia) nhưng ở đây có trên 400 loài thực vật đã được phân loại (bao gồm dưa hấu hoang hay dưa hấu tsamma).
Khu vực này là quê hương của người Bushman (Kung San). Ở đây có nhiều bộ lạc khác biệt, và họ không có tên chung. Tên gọi San và Basarwa đôi khi được sử dụng, nhưng những người dân không thích các tên gọi đó (San là từ trong tiếng Khoi có nghĩa là người ngoài cuộc, và Basarwa là từ trong tiếng Herero có nghĩa là người không có gì) và họ thích tên gọi "Bushman". Họ được coi là những cư dân đầu tiên của miền nam châu Phi; có những chứng cứ cho thấy họ đã từng sống cuộc đời du canh du cư chủ yếu là săn bắn-hái lượm trong ít nhất 20.000 năm qua. Người Bushman ở sa mạc Kalahari lần đầu tiên được thế giới phương Tây biết đến trong những năm 1950 khi tác giả Laurens van der Post phát hành cuốn sách nổi tiếng nhất của ông The Lost World of the Kalahari (Thế giới đã mất của Kalahari), đã được chuyển thể thành một loạt chương trình của BBC. Tác phẩm này và các công trình khác sau này đã nhanh chóng giúp Kalahari hình thành ra Khu bảo tồn trung tâm Kalahari năm 1961 để giúp duy trì và bảo tồn người Bushman cũng như đất đai quê hương họ.
Năm 2002 chính quyền Botswanan đã dồn tất cả người Bushman từ đất đai của họ trong phạm vi nước này và "tái định cư" họ trong các khu tập trung cố định. Chính quyền có một số lý lẽ pháp lý khác nhau để trả lời cho hành động của họ: đó là yêu cầu để bảo tồn thiên nhiên; đó là do quá tốn kém trong sự duy trì việc cung cấp nước sạch cho người Bushman (mực nước ngầm xuống thấp do trồng trọt và các hoạt động khác); đó là "để giúp họ chia sẻ sự thịnh vượng chung của đất nước"; đó là cho họ có được những thứ tốt nhất để trở thành an cư và "văn minh". Nhóm vận động Survival International cho là lý do thật sự của việc tái định cư này là để giải phóng đất đai nhằm khai thác kim cương, nhưng một nhóm vận động vì quyền của người Bushman khác là Ditshwanelo (Tổ chức vì nhân quyền Botswana) thì chống lại điều này, họ cho rằng động cơ của chính quyền là đúng đắn, nhưng đã bị hiểu sai.
Trong khu vực này có một số mỏ khoáng sản lớn như than, đồng và niken. Một trong các mỏ kim cương lớn nhất thế giới nằm ở Orapa ở Makgadikgadi, phía đông bắc của Kalahari.
Từ Kalahari có nguồn gốc từ tiếng Tswana- từ Kgalagadi, có nghĩa là "sự thiếu nước khủng khiếp".